# Соккьеве
Соккьеве (итал. Socchieve) —  коммуна в Италии, располагается в регионе Фриули-Венеция-Джулия, в провинции Удине.
Население составляет 888 человек (31-3-2019), плотность населения составляет 13,43 чел./км². Занимает площадь 66,12 км². Почтовый индекс — 33020. Телефонный код — 0433.
Покровителями коммуны считаются  Мартин Турский и Пресвятая Богородица. Праздники отмечаются 2 августа, 15 августа, 11 ноября. 

## Демография
Динамика населения:

## Администрация коммуны
- Официальный сайт: http://www.comune.socchieve.ud.it/

## Примечание
1. ↑  Statistiche demografiche ISTAT. demo.istat.it. Дата обращения: 29 ноября 2019. Архивировано 24 июля 2019 года.